# إنتر ميلان موسم 2020–21
موسم 2020–21 هو الموسم الـ113 في تاريخ إنتر ميلان والموسم الـ105 على التوالي للنادي في الدوري الإيطالي الممتاز. بالإضافة إلى الدوري المحلي، شارك إنتر ميلان في نسخ هذا الموسم من كأس إيطاليا ودوري أبطال أوروبا. ويغطي الموسم الفترة من 22 أغسطس 2020 إلى 30 يونيو 2021.
تم تأكيد تتويج إنتر ميلان بلقب الدوري في 2 مايو 2021 قبل أربع جولات من نهاية الموسم، بعد فشل أقرب منافسيه أتالانتا في الفوز بمباراته ضد ساسولو.